# بلاغويفغراد
بلاغويفغراد

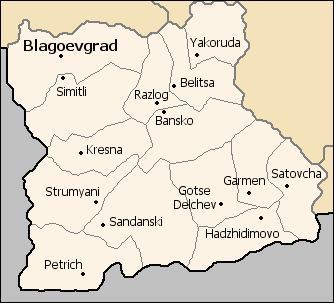
خارطة تبين بلاغويفغراد

هي مدينة تقع جنوب غرب بلغاريا ويحيط بها كل من : صوفيا (العاصمة) بازرجيك, مقدونيا , اليونان , ويبلغ عدد سكان المدينة 368840 نسمة , وتبلغ مساحة المدينة 6449.5 كم مربع .

## المناخ
يظهر الجدول التالي التغييرات المناخية على مدار السنة لبلاغويفغراد:
| البيانات المناخية لـبلاغويفغراد   | البيانات المناخية لـبلاغويفغراد | البيانات المناخية لـبلاغويفغراد | البيانات المناخية لـبلاغويفغراد | البيانات المناخية لـبلاغويفغراد | البيانات المناخية لـبلاغويفغراد | البيانات المناخية لـبلاغويفغراد | البيانات المناخية لـبلاغويفغراد | البيانات المناخية لـبلاغويفغراد | البيانات المناخية لـبلاغويفغراد | البيانات المناخية لـبلاغويفغراد | البيانات المناخية لـبلاغويفغراد | البيانات المناخية لـبلاغويفغراد | البيانات المناخية لـبلاغويفغراد |
| الشهر                             | يناير                           | فبراير                          | مارس                            | أبريل                           | مايو                            | يونيو                           | يوليو                           | أغسطس                           | سبتمبر                          | أكتوبر                          | نوفمبر                          | ديسمبر                          | المعدل السنوي                   |
| --------------------------------- | ------------------------------- | ------------------------------- | ------------------------------- | ------------------------------- | ------------------------------- | ------------------------------- | ------------------------------- | ------------------------------- | ------------------------------- | ------------------------------- | ------------------------------- | ------------------------------- | ------------------------------- |
| متوسط درجة الحرارة الكبرى °م (°ف) | 6.7 (44.1)                      | 8.9 (48.0)                      | 14.0 (57.2)                     | 20.0 (68.0)                     | 24.6 (76.3)                     | 28.5 (83.3)                     | 31.6 (88.9)                     | 31.9 (89.4)                     | 27.0 (80.6)                     | 20.6 (69.1)                     | 13.7 (56.7)                     | 8.0 (46.4)                      | 19.6 (67.3)                     |
| المتوسط اليومي °م (°ف)            | 1.5 (34.7)                      | 2.8 (37.0)                      | 7.8 (46.0)                      | 13.1 (55.6)                     | 18.1 (64.6)                     | 21.7 (71.1)                     | 24.2 (75.6)                     | 24.1 (75.4)                     | 20.0 (68.0)                     | 14.1 (57.4)                     | 8.7 (47.7)                      | 3.0 (37.4)                      | 13.2 (55.8)                     |
| متوسط درجة الحرارة الصغرى °م (°ف) | −2.8 (27.0)                     | −2.3 (27.9)                     | 1.6 (34.9)                      | 6.2 (43.2)                      | 10.6 (51.1)                     | 14.0 (57.2)                     | 15.8 (60.4)                     | 15.7 (60.3)                     | 12.5 (54.5)                     | 7.6 (45.7)                      | 3.7 (38.7)                      | −1.1 (30.0)                     | 6.8 (44.2)                      |
| الهطول مم (إنش)                   | 42 (1.7)                        | 37 (1.5)                        | 35 (1.4)                        | 50 (2.0)                        | 58 (2.3)                        | 67 (2.6)                        | 42 (1.7)                        | 31 (1.2)                        | 35 (1.4)                        | 50 (2.0)                        | 63 (2.5)                        | 49 (1.9)                        | 560 (22.0)                      |
| متوسط الأيام المثلجة              | 7                               | 5                               | 2                               | 0                               | 0                               | 0                               | 0                               | 0                               | 0                               | 0                               | 0                               | 3                               | 17                              |
| ساعات سطوع الشمس الشهرية          | 90                              | 122                             | 173                             | 229                             | 276                             | 319                             | 328                             | 322                             | 228                             | 166                             | 111                             | 71                              | 2٬435                           |
| المصدر: Stringmeteo.com           |                                 |                                 |                                 |                                 |                                 |                                 |                                 |                                 |                                 |                                 |                                 |                                 |                                 |

## توأمة
لبلاغويفغراد اتفاقيات توأمة مع كل من:
- ديلتشيفو
- سيرس
- سيكشفهيرفار
- ليتشي
- جيلينا

## صور

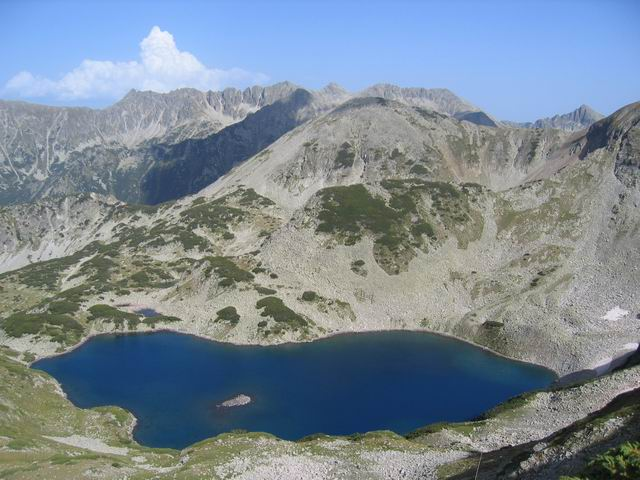
بحيرة بيرين
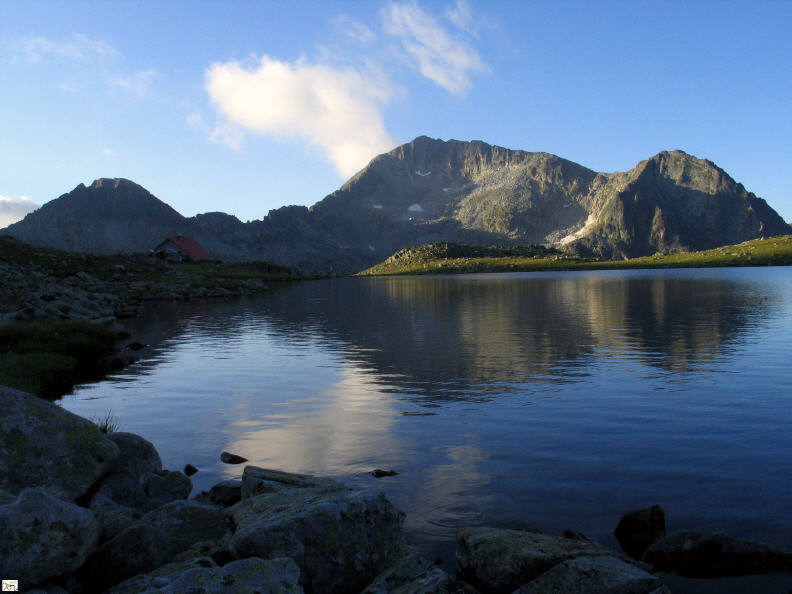
بحيرة بيرين
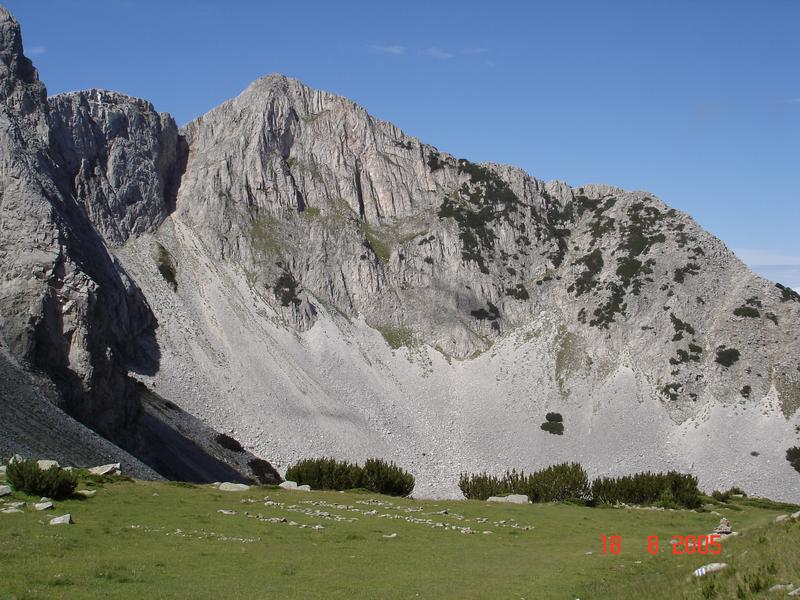
جبل بيرين
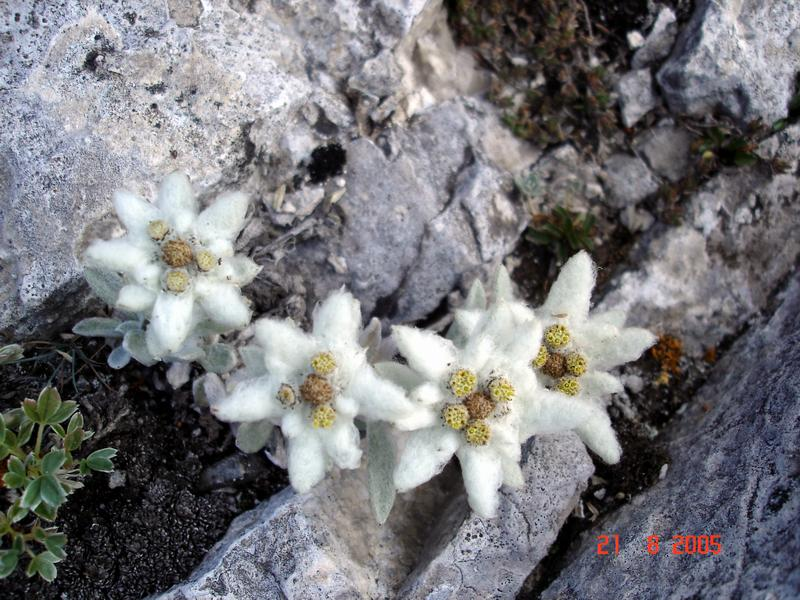
ورد
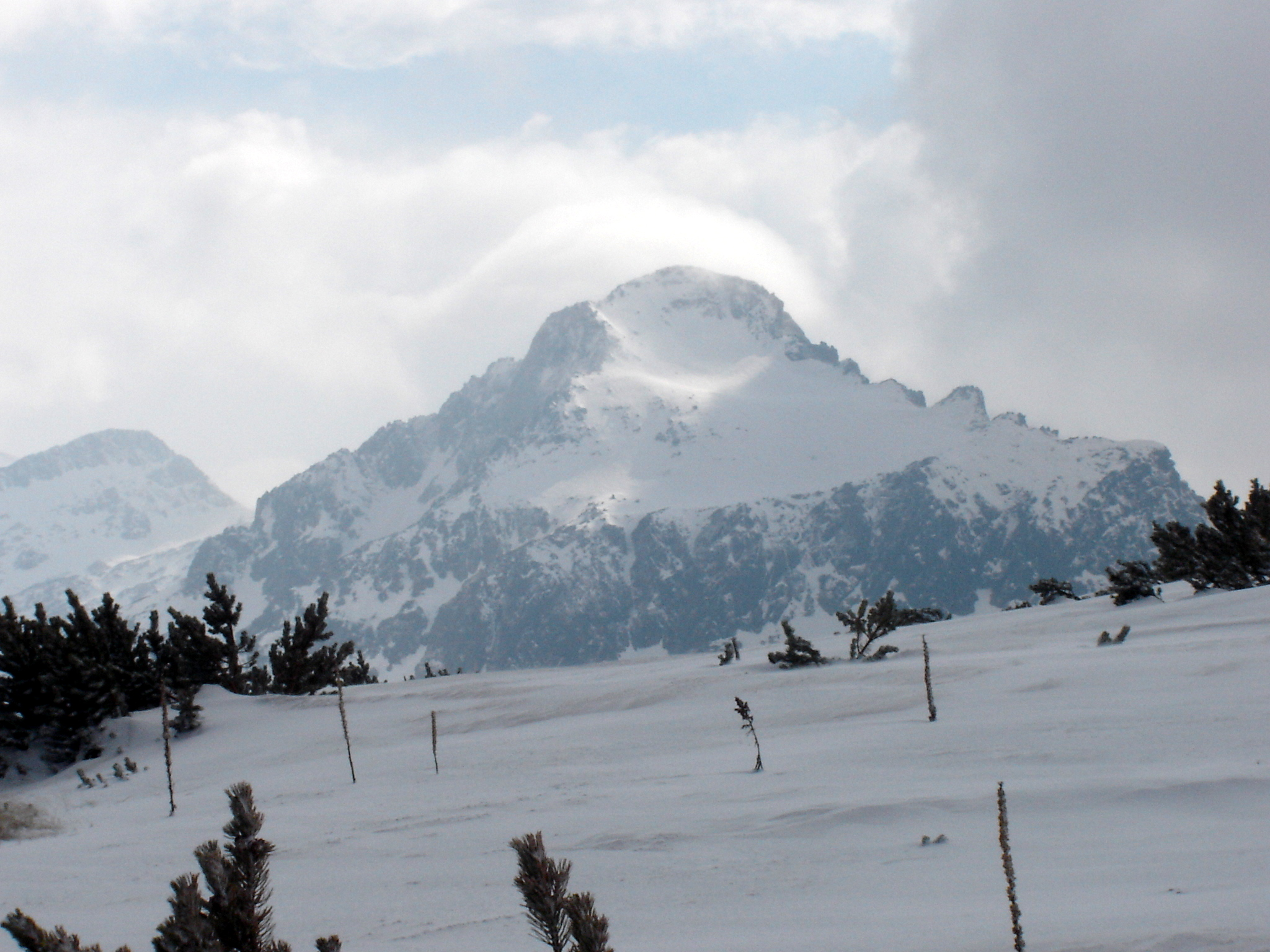
جبل بيرين مغطى بالثلج
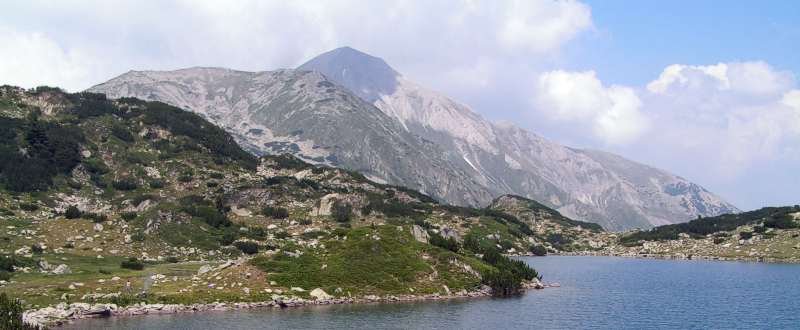
جبل بيرين
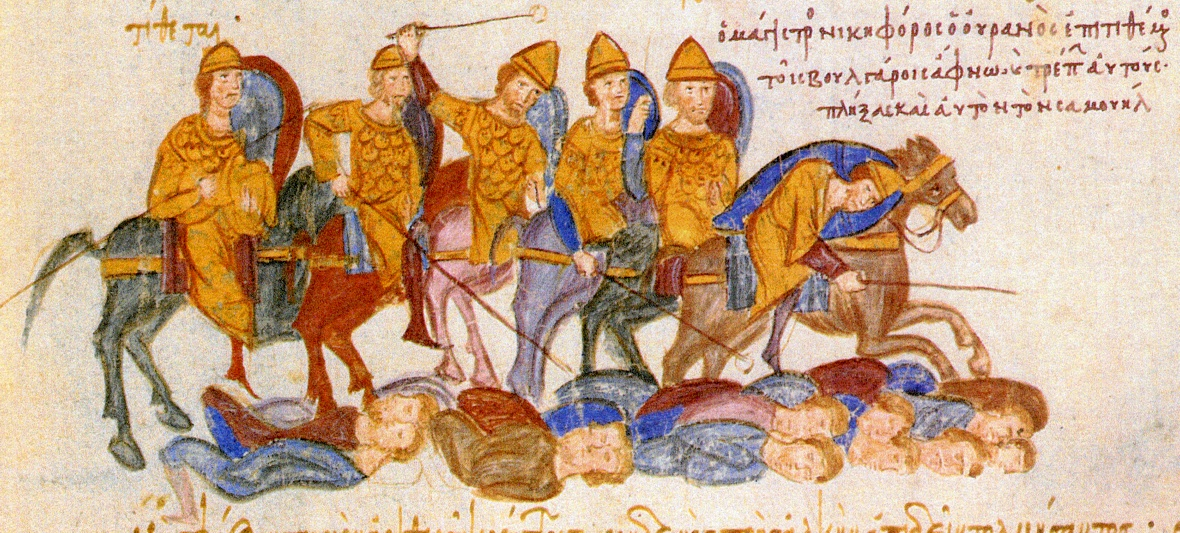
لوحة فنية يظهر فيها الجيش البلغاري
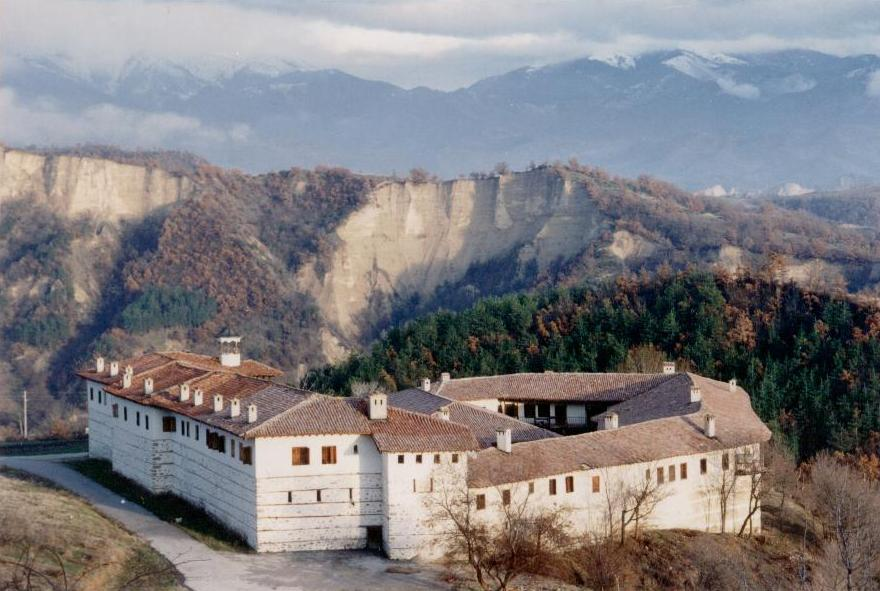
دير روجين
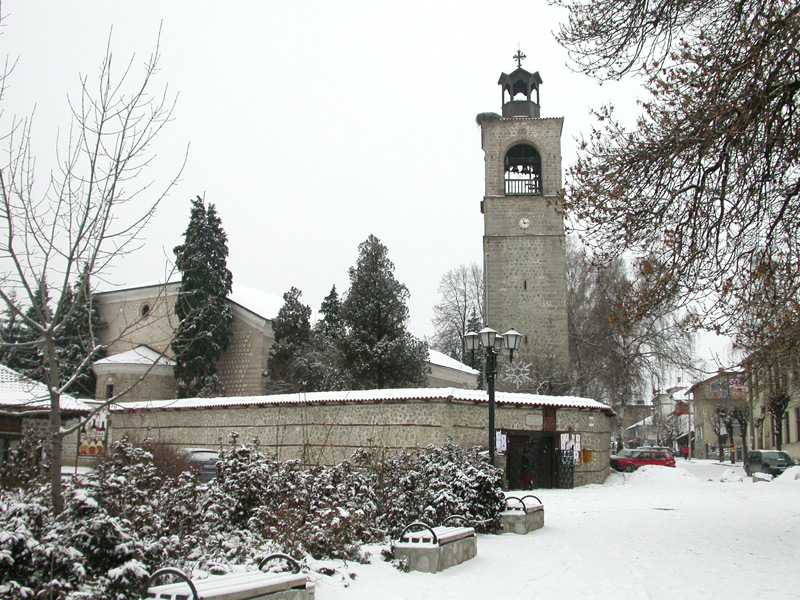
كنيسة في بانسكو
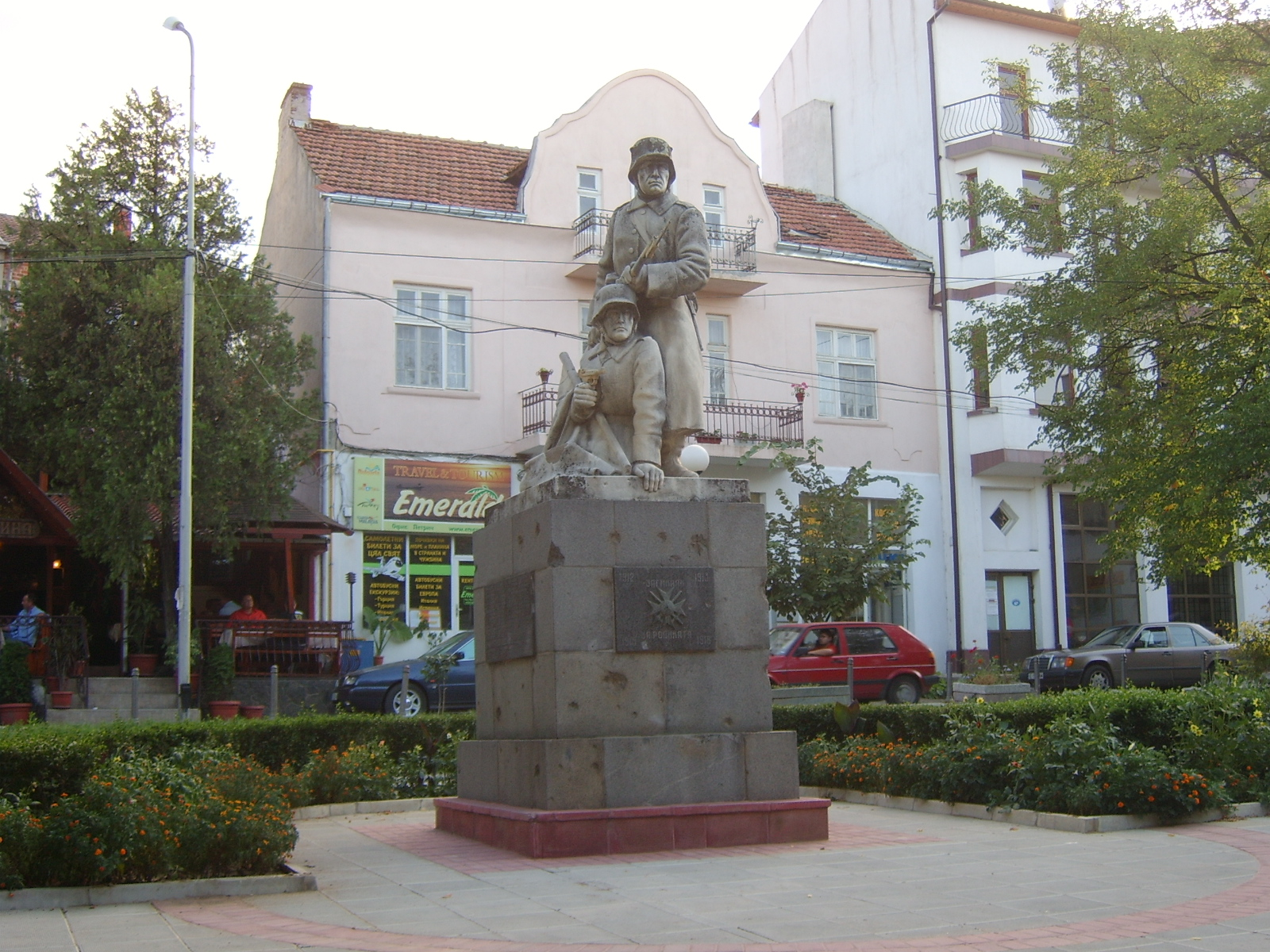
تمثال نصب بعد الحرب العالمية الأولى
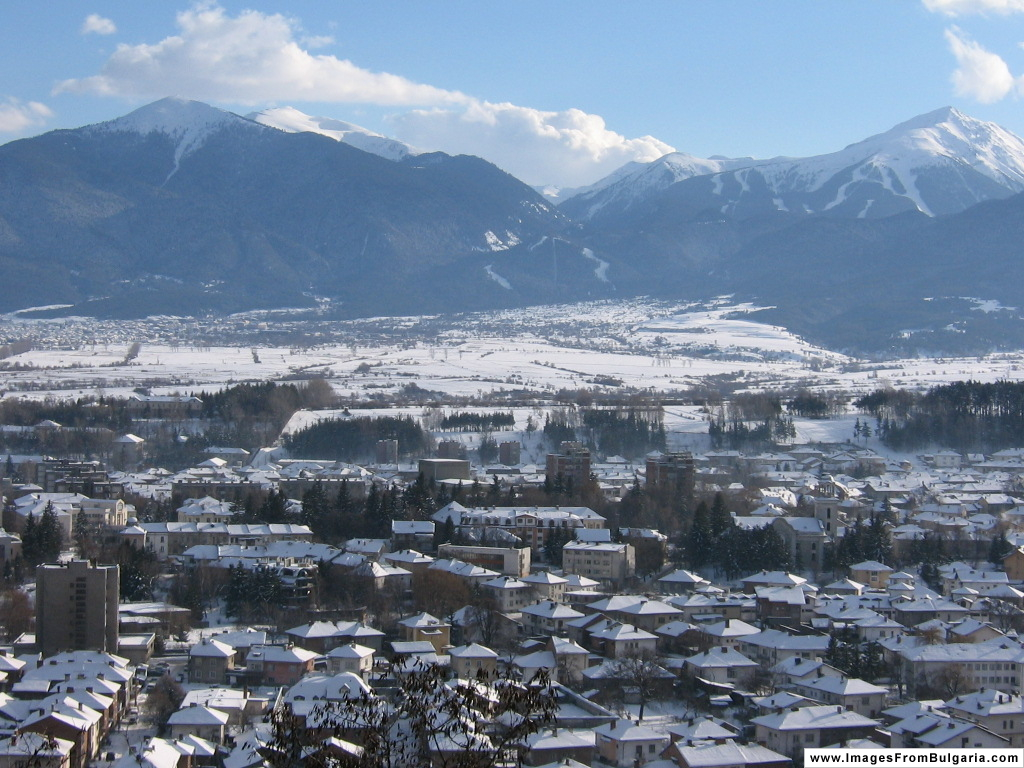
مركز للتسوق

## أعلام
- سفيتوسلاف دياكوف
- ستراهيل بوبوف
- ستانيسلاف مانوليف
- نيكولا كوفاشيف
- ستويكو ستويلوف